# 高碑店駅 (北京市)
高碑店駅（こうひてん-えき）は中華人民共和国北京市朝陽区に位置する北京地下鉄八通線の駅。駅番号はBT03。

## 駅構造

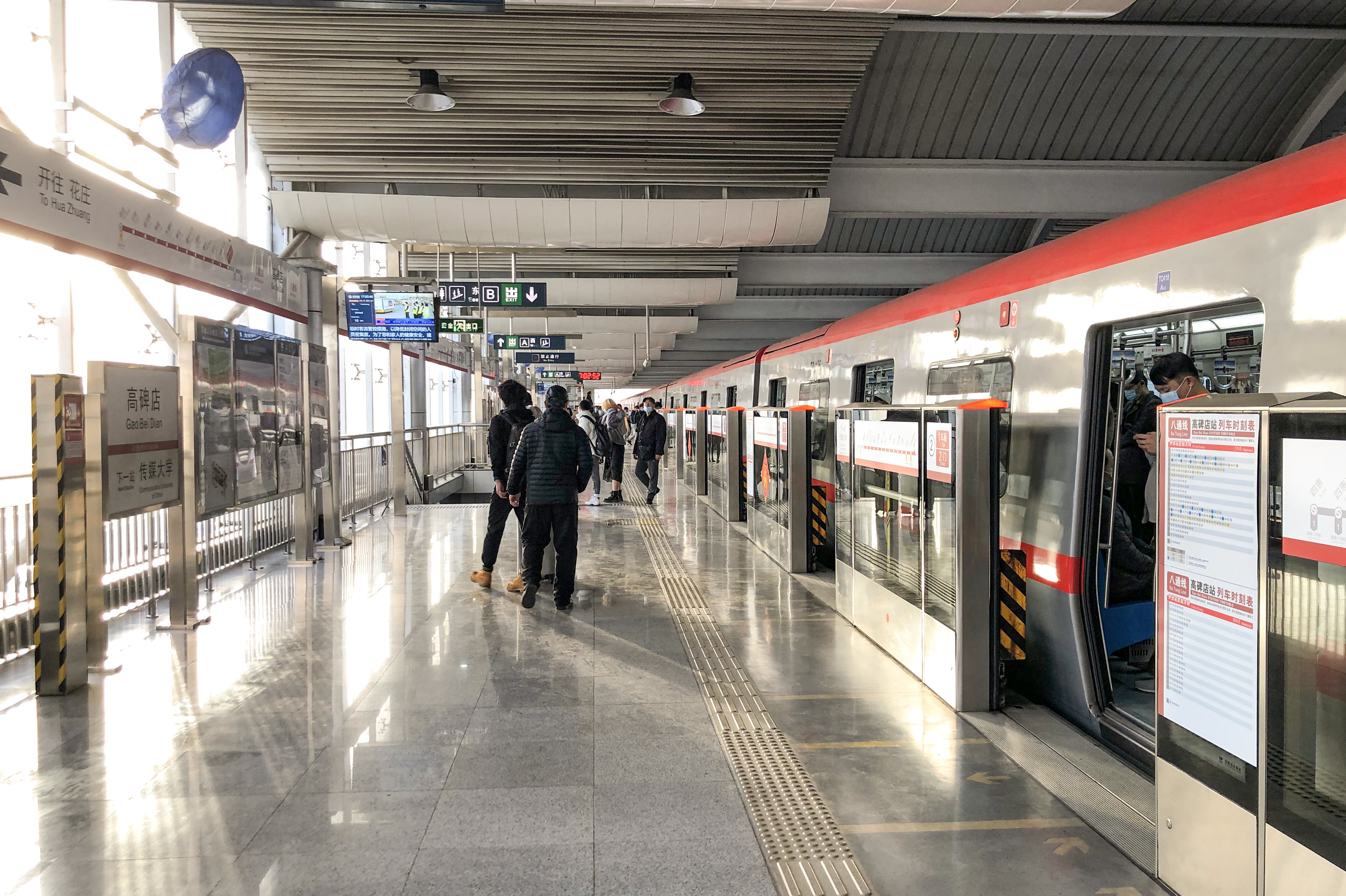
ホーム

相対式ホーム2面2線の高架駅。

## 駅周辺
- 華潤飯店
- 中国紫檀宮
- 高碑店水庫
- 北京市朝陽区興隆公園
- 北京現代汽車有限公司
- 東方大地汽車修理廠

## 歴史
- 2003年12月27日 - 開業。

## 隣の駅
■北京地下鉄八通線
四恵東駅 (BT02) - 高碑店駅 (BT03) - 伝媒大学駅 (BT04)